# تالاب بامدژ
تالاب بامدژ در طول جغرافیایی ۴۸ درجه شرقی و عرض جغرافیایی ۳۱ درجه شمال خط استوا در جنوب غربی ایران استان خوزستان، در ۷۰ کیلومتری شوش و ۴۰ کیلومتری اهواز قرار دارد. طبق نقشه‌های دوره‌ای سازمان آب و برق خوزستان در دهه ۳۰ وسعت آن به ده هزار هکتار می‌رسید اما با تغییرات محیطی و دخالت‌های انسانی هم‌اکنون دستکم چهار هزار هکتار وسعت دارد. روستای سادات طواهر و روستای‌های مزرعه در حاشیه این تالاب هستند. عمده آب این تالاب از رودخانه شاوور تأمین می‌شود، جریان‌های سیلابی زمستانه رود شاوور و دز و زهاب‌های زمین‌های کشاورزی بر پایداری آن نقش مؤثری دارند.
تقریباً از اوایل سال تا شروع فصل بارندگی، آب ورودی به تالاب کاهش پیدا می‌کند و قسمت‌های وسیعی از آن خشک می‌شود. از ۱۳۴ گونه گیاهی تالاب بامدژ می‌توان به خارشتر خزری و ایرانی، ترنجبین، شیرین‌بیان، خار پنبه، شاه‌تره، گل گاوزبان، پونه، کُنار، تاج‌خروس (سرده)، نی، گا گله و.. اشاره کرد.
بیش از ۴۰ گونه حیوانی شامل پستاندارانی همچون روباه، شغال، خرگوش، گرگ، کفتار، سمور، خفاش، خارپشت ایرانی و… ماهیانی همچون کپور، شربت، بنی، حمری، بیاح و… خزندگان و دوزیستانی همچون قورباغه، وزغ، لاک‌پشت لاک نرم، جکوی، مار و… در تنظیم اکوسیستم بامدژ نقش دارند.
پیش‌ازاین دفتر بررسی‌های زیست‌محیطی در معاونت مطالعات پایه و طرح‌های جامع منابع آب سازمان آب و برق خوزستان عنوان کرده بود؛ انجام برنامه‌ریزی در خصوص مدیریت تالاب، پیشنهاد طرح‌های اجرایی و مطالعاتی، ارائه برنامه حفاظت و پایش مداوم منابع تالابی، تعیین کاربری‌های متناسب با وضع کنونی تالاب، احیاء عرصه‌های تخریب‌شده، آموزش عمومی در سطوح مختلف، قرار دادن تالاب بامدژ در لیست مناطق چهارگانه، ایجاد هماهنگی میان سازمان‌ها و ترجمان‌های ذی‌ربط با حفاظت تالاب ازجمله موارد اساسی و ضروری است که می‌بایست در مدیریت تالاب مدنظر قرار گیرد.
تالاب بامدژ همیشگی و دارای آب شیرین است که توسط رودخانه شاوور، طغیان‌های رودخانه دز، کرخه و آب‌های اضافی اراضی کشاورزی اطراف آبگیری می‌شود، ارتفاع آن ۲۵ متر بالاتر از سطح آب‌های آزاد است و سیمای طبیعی پیرامون تالاب را دشت‌های سیلابی و اکوسیستم‌های خشک دشتی تشکیل می‌دهد. این تالاب در میان چشم‌اندازهای منطقه نمونه منحصربه‌فردی است و خرمی و سرسبزی آن از چشم‌اندازهای زیبای طبیعی است که نظر هر بیننده‌ای را به خود جلب می‌کند. تناوب و توالی رویشگاه‌های گیاهی با آب و خشکی برای شمار زیادی از پرندگان مهاجر شرایط مطلوب و مطمئنی برای زندگی، آشیانه، تخم‌گذاری، تغذیه و زمستان گذرانی فراهم می‌کند.
آب‌وهوای تالاب بامدژ با توجه به نوع پوشش گیاهی منطقه که خاص آب‌وهوای گرم بیابانی، میزان بارندگی و تبخیر شدید، خشک و بیابانی گرم است. پوشش گیاهی موجود تالاب بیشتر از گونه‌های آب‌دوست مثل لویی، جگن، نی و سیپروس‌ها بوده و پوشش گیاهی منطقه دارای دو سیمای مشخص بهار و پاییزه است. گیاهان یک‌ساله و غالب گیاهان چندساله در بهار رشد می‌کنند، بدین ترتیب در ماهه‌ای اسفند تا اردیبهشت این تالاب دارای سیمای مرتعی سرسبز بوده و بیشترین رویش‌های پاییزه متعلق به گیاهان شور پسند است. ۲۳۴ گونه گیاهی در هور بامدژ دیده می‌شود و ۱۴ گونه گیاهی آن ازجمله خارشتر خزر، خارشتر ایرانی، ترنجبین و شیرین‌بیان، دارویی هستند. زیستگاه‌های جانوری بامدژ به دو زیستگاه اصلی آب و خشکی تقسیم می‌شود، پوشش گیاهی زیستگاه آبی که بخش اصلی تالاب را تشکیل می‌دهد. گیاهان نی ولویی است که محیطی امن و مناسب برای استتار جانوران منطقه به‌خصوص پرندگان بومی و جوجه‌آور و نیز گراز است.
بخش‌های میانی تالاب که فاقد پوشش گیاهی است و بیشتر گیاهان شناور را در خود جای‌داده محل مناسبی برای تغذیه و استراحت جانوران آبزی به‌خصوص پرندگان مهاجر است. از انواع پرندگان آبزی و کنار آبزی این منطقه می‌توان به انواع مرغابی سانان، آبچلیک، حواصیل اردک سرسبز، عروس غاز، قو، باکلان، باکلان کوچک و آنقوت اشاره کرد. همچنین شنگ (جانور) (سگ آبی) تنها پستانداران آبزی تالاب، انواع دوزیستان، خزندگان، لاک‌پشت خزری، لاک‌پشت لاک نرم، انواع ماهی‌های آب شیرین مثل بنی، شیربت، حمری و بیاح از دیگر آبزیان هستند که در زیستگاه بامدژ مشاهده می‌شوند.
تالاب ازجمله منابع باارزش اکولوژیکی در استان خوزستان بوده و به علت قرار گرفتن در یک منطقه با غنای بسیار زیاد تاریخی، فرهنگی و برخوردار از تنوع یک حوضه آبریز، باید به‌منظور حفظ ارتقا درجه حفاظتی مورد توجه قرار گیرد.

## مدیریت و حفاظت
مدیریت و حفاظت آن به عهده اداره کل حفاظت محیط‌زیست خوزستان در اهواز هست تالاب جزو مناطق حفاظت‌شده نیست. تنها قوانین شکار و صید در آن اجرا می‌شود در فهرست ۴۰۴ منطقه مهم پرندگان ایران ثبت‌شده‌است.

## اقلیم
یکی از پارامترهای مهم اقلیمی دما است که بر اساس آمار موجود ماه‌های تیر و مرداد با میانگین ۶/۳۵ و ۳۶ درجه سانتی‌گراد گرم‌ترین ماه و ماه‌های دی و بهمن با ۹/۱۱ و ۴/۱۲ درجه سانتی‌گراد سردترین ماه‌های سال هست (در ایستگاه عبد الخان) یکی دیگر از عناصر مهم اقلیمی بارندگی است که در تعیین اقلیم منطقه‌ای اهمیت خاصی برخوردار است. در منطقه موردنظر بارندگی در فاصله ماه‌های مهر تا اوایل خرداد به وقوع می‌پیوندد و بیشترین بارندگی در ماه‌های آذر و دی است.
ارقام مربوط به رطوبت سنجی نشانگر خشکی منطقه به‌ویژه در ماه‌های گرم سال هست، به‌عبارت‌دیگر منطقه یکی از خشک‌ترین مناطق ایران محسوب می‌شود. - میزان تبخیر سالیانه در ایستگاه عبدالخان به‌طور متوسط ۳/۳۴۰۹ میلی‌متر هست. کمترین تبخیر در دی‌ماه و بیشترین تبخیر در تیر و مرداد ثبت‌شده‌است.

## نگارخانه

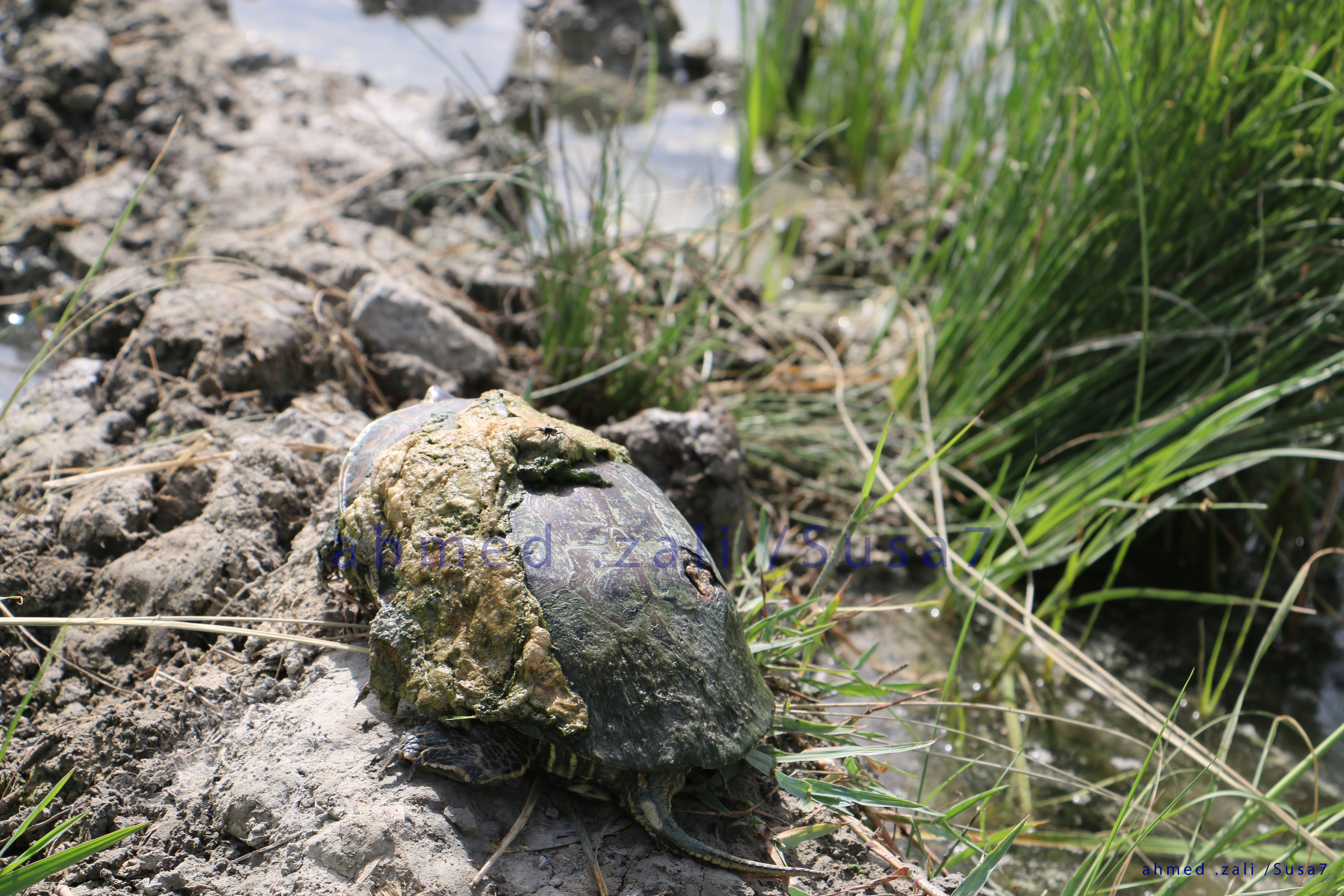
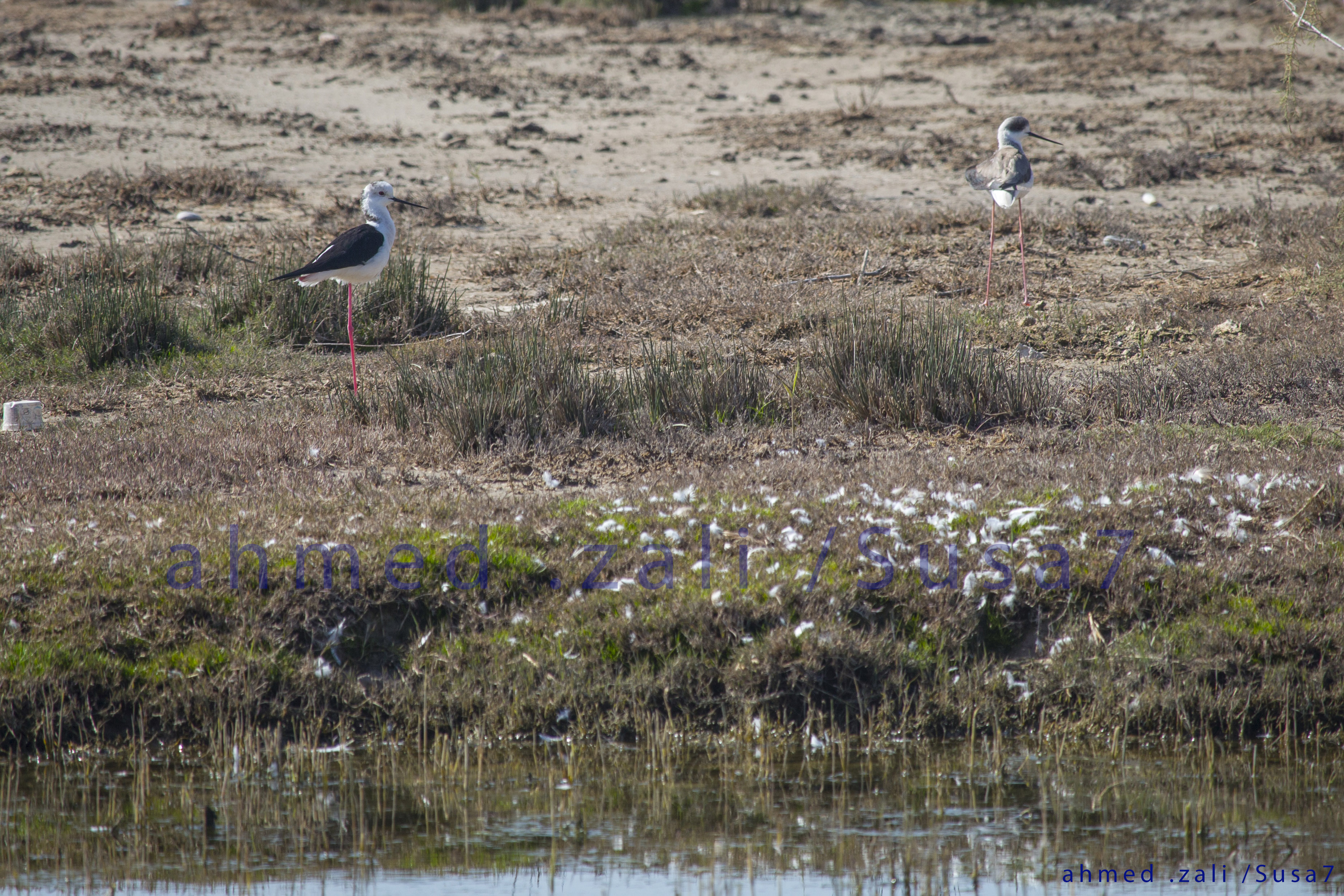
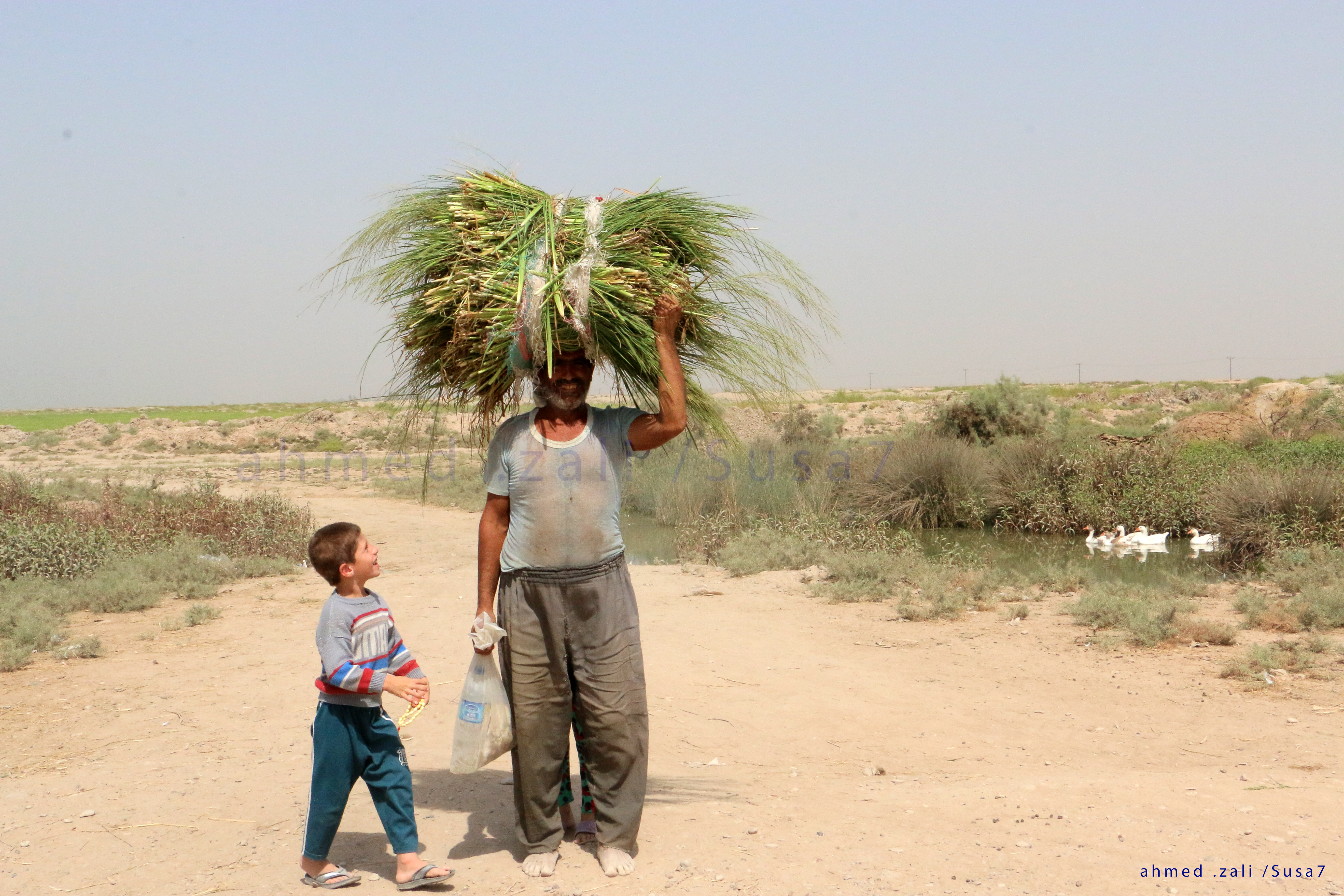
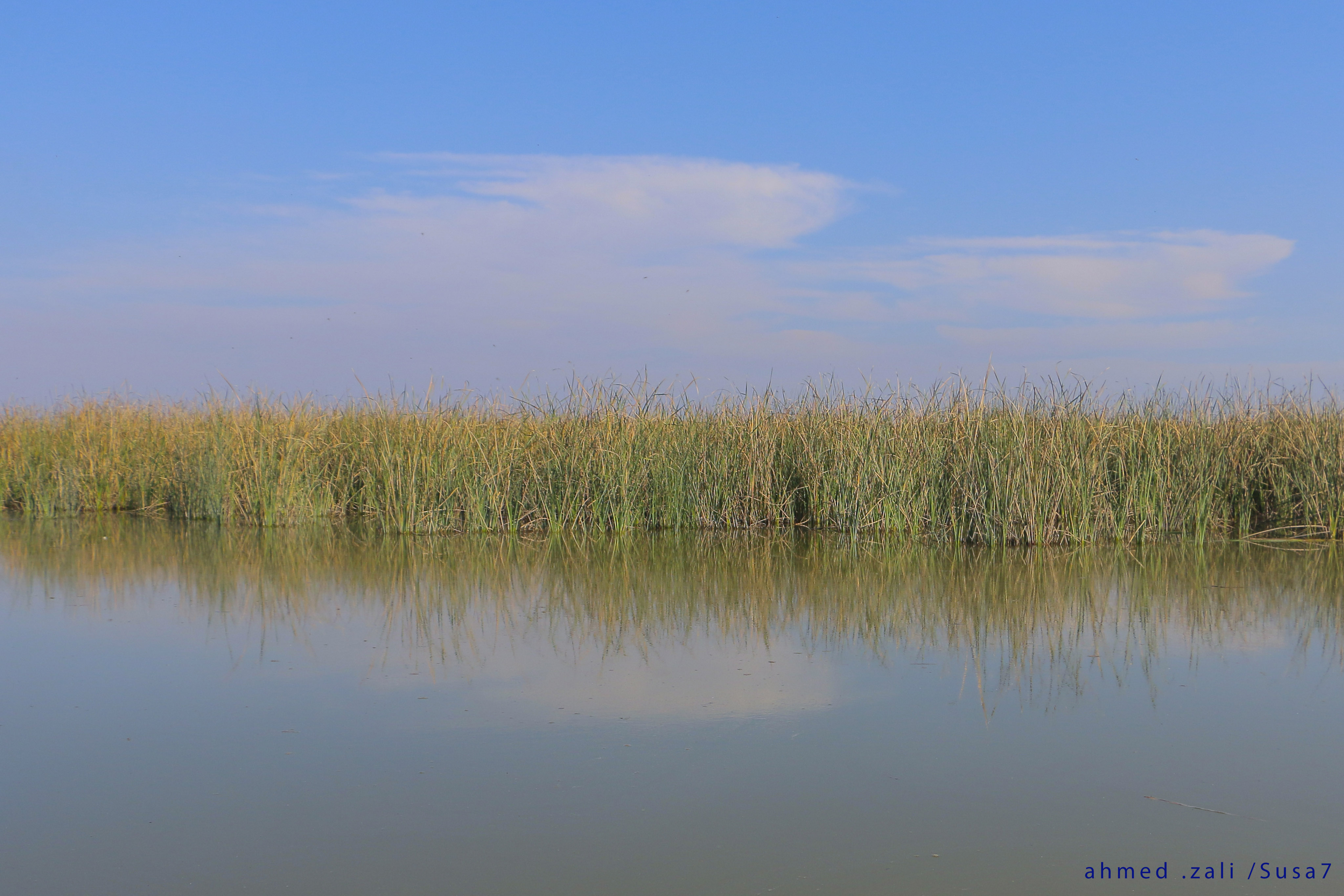